# Thomas Farrell
Sir Thomas Farrell (* 1827 in Dublin; † 2. Juli 1900 ebenda) war einer der bedeutendsten irischen Bildhauer in der zweiten Hälfte des 19. Jahrhunderts, der in einer Reihe mit John Henry Foley und John Hogan gesehen wurde.

## Leben
Farrell wurde als dritter Sohn in die katholische Familie von Terence und Maria Farrell geboren, die bereits eine Bildhauer-Werkstatt in Dublin betrieben. Anders als seinen beiden älteren Brüdern gelang Farrell 1842 die Aufnahme in die Modelling School der Royal Dublin Society. Die Schule führte damals in den Stil des Neoklassizismus ein, wobei insbesondere die Arbeiten von John Flaxman als Grundlage verwendet wurden. Der Neoklassizismus fand in Irland erst vergleichsweise spät Verbreitung, war aber zu dieser Zeit insbesondere durch den in Rom arbeitenden irischen Bildhauer John Hogan sehr populär geworden. Bereits 1843 gewann Farrell den Preis in der Kategorie Original Design in Clay. Weitere Preise der Royal Irish Art Union folgten in den Jahren 1844 und 1846. In den Ausstellungen 1852 in Cork und 1853 in Dublin wurden seine Werke bekannt und positiv gewürdigt.

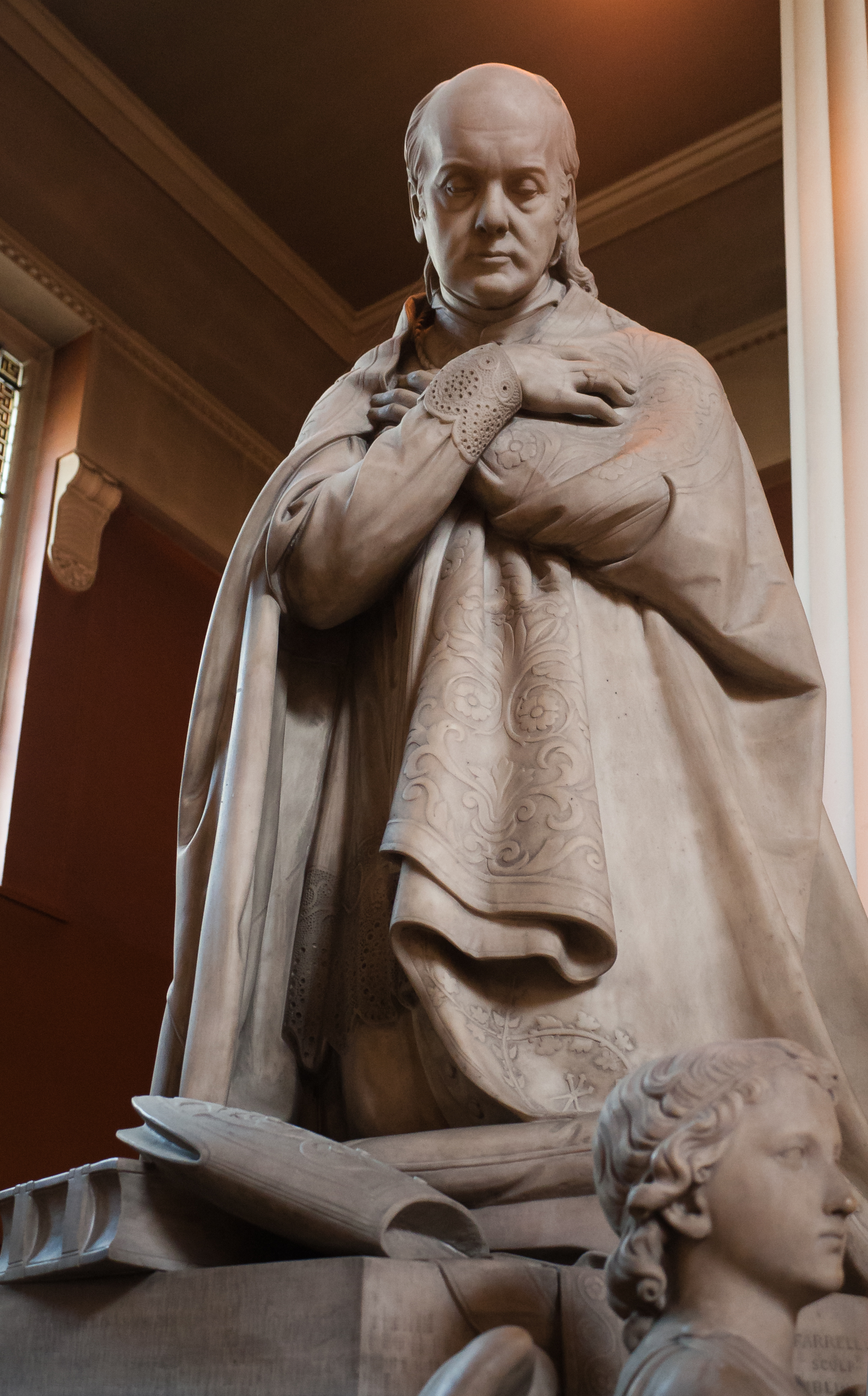
Das Monument für den 1852 verstorbenen Dubliner Erzbischof Daniel Murray in der Dubliner Pro-Kathedrale war der erste große Auftrag für Farrell

Nach dem Tod des 1852 verstorbenen Dubliner Erzbischofs Daniel Murray gab es einen offenen Wettbewerb um den Auftrag für eine entsprechende Skulptur. Zu den wichtigsten Mitbewerbern gehörten der frisch aus Rom nach Dublin zurückgekehrte John Hogan, Christopher Moore und Joseph Kirk. Farrell gewann den sehr prestigeträchtigen Auftrag und wurde damit zu einem unabhängigen Künstler, der sich aus dem Schatten seiner Familie löste. Zur Vorbereitung der Arbeit unternahm Farrell eine Studienreise in Italien, wahrscheinlich im Winter 1853/1854. 1854 begann Farrell in Dublin mit den Arbeiten zu der Statue, 1855 wurde sie in der Dubliner Pro-Kathedrale aufgestellt. Die Statue zeigt Murray in einer knienden, devoten Gebetshaltung, die bereits Antonio Canova für seine Statue für Clemens XIII. verwendet hatte.
Ein weiterer wichtiger Auftrag für Farrell war das 1861 fertiggestellte Bronze-Relief auf dem Wellington Testimonial im Phoenix Park, jedoch half es ihm nicht, um damit in den englischen Markt einzutreten. Auch wenn Farrell zu Beginn der 1860er-Jahre als der führende irische Bildhauer angesehen werden könnte, erhielt er zunehmend ernsthafte Konkurrenz durch den in London ansässigen John Henry Foley, der viele Aufträge aus protestantischen Kreisen erhielt. Farrell wurde hier zwar nicht ignoriert, aber die Aufträge der katholischen Kirche und von Katholiken gewannen für ihn zunehmend an Bedeutung. Ein Problem war auch das nicht immer vorhandene Vertrauen in lokale, irische Künstler. Mitte der 1860er-Jahre gab es eine offene Ausschreibung für das Monument zu Ehren von Daniel O’Connell, bei der über 60 Entwürfe eingingen, darunter auch von Farrell, der um das Podest für die Statue für O’Connell vier allegorische Figuren für Irland, das Gesetz, Patriotismus und Redegewandtheit vorsah als Aspekte der Freiheit, die in besonderem Maße von O’Connell repräsentiert worden sind. Zwar fand der Entwurf Anerkennung, aber dennoch ging der Auftrag letztlich an John Henry Foley in London, obwohl die öffentliche Meinung eher auf der Seite von Farrell war. Der Kommission fehlte offenbar der Mut, den Auftrag an einen Künstler zu vergeben, der sich außerhalb von Irland noch nicht bewiesen hatte.
Gegen Ende seines Lebens erhielt Farrell immer noch zahlreiche Aufträge, teilweise auch in offenen Ausschreibungen wie etwa im Fall der Statue für Robert Stewart. Auch Ehrungen wurden ihm zuteil. Am 13. Oktober 1893 wurde er als erster Bildhauer zum Präsidenten der Royal Hibernian Academy gewählt und am 24. Mai 1894 zum Knight Bachelor („Sir“) geschlagen. Farrell starb am 2. Juli 1900 in Redesdale House, wo auch noch seine drei verbliebenen Brüder lebten. Seine sehr zurückgezogene Lebensweise fand auch Ausdruck in seinem letzten Wunsch, dass über seinen Tod erst mit mehreren Tagen Verzögerung berichtet werden möge. Diesem Wunsch wurde entsprochen, sehr zum Bedauern der Royal Hibernian Academy, deren Mitglieder gerne der Beerdigung beigewohnt hätten. Ihm wurde stattdessen in einer Sitzung am 18. Juli 1900 gedacht.

## Werke (Auswahl)
- 1855: Monument für Daniel Murray in Marmor in der Dubliner Pro-Kathedrale[14]
- 1855 oder später: Relief für ein Monument für Thomas Osborne Kidd, einem Leutnant der Royal Navy, der bei der Belagerung von Sewastopol am 18. Juni 1855 ums Leben kam.[15] Das ist eines der wenigen Werke in Kirchen außerhalb von Dublin.[16]
- 1861: Bronze-Relief zu der siegreichen Schlacht bei Waterloo auf dem Wellington Testimonial zu Ehren von Arthur Wellesley
- 1862: Büste für Mother Teresa Ball in Marmor, Loreto Abbey, Rathfarnham, Dublin[17]
- 1863: Statue für William Dargan in Bronze, im Zentrum des Vorhofs der National Gallery of Ireland[18]
- 1864: Statue für Captain John McNeill Boyd in Marmor, St. Patrick’s Cathedral (Dublin)[19]
- 1865: Skulptur für Erzbischof Richard Whately in Marmor, St. Patrick’s Cathedral (Dublin)[20]
- 1870: Statue für William Smith O’Brien in Marmor, O’Connell Street, Dublin[21]
- 1873: Büste für Jane Colclough, Countess of Granard, Castleforbes, County Longford[22]
- 1875: Statue für Erzbischof John McHale in Marmor, Kathedrale von Tuam[23]
- 1879: Statue für Sir John Gray in Marmor, O’Connell Street, Dublin[24]
- 1881: Hochrelief der Kreuzabnahme am Fuße eines Keltenkreuzes, Church of the Holy Evangelist, Carnmoney, County Antrim[25]
- 1882: Statue für Kardinal Paul Cullen in Marmor in der Dubliner Pro-Kathedrale[26]
- 1886: Monument zu Ehren der Irish Republican Brotherhood in Marmor, Glasnevin Cemetery, Dublin[27]
- 1886: Statue für William Dease in Marmor, Royal College of Surgeons, Dublin[28]
- 1888: „Sursum Corda“, Monument zu Ehren von Ellen Palles in Marmor, Glasnevin Cemetery, Dublin[29]
- 1891: Statue für Sir Arthur Guinness in Bronze, St. Stephen’s Green[30]
- um 1891: Statue für Kardinal John Henry Newman in Marmor, University Church, St. Stephen's Green, Dublin[31]
- um 1893: Büste für Thomas Sexton, City Hall, Dublin[32]
- 1898: Statue für Sir Robert Stewart in Marmor, Leinster Lawn, Merrion Square, Dublin[33]
- 1899: Büste für Sir Patrick Keenan in Marmor, Department of Education, Marlborough Street, Dublin[34]

## Galerie

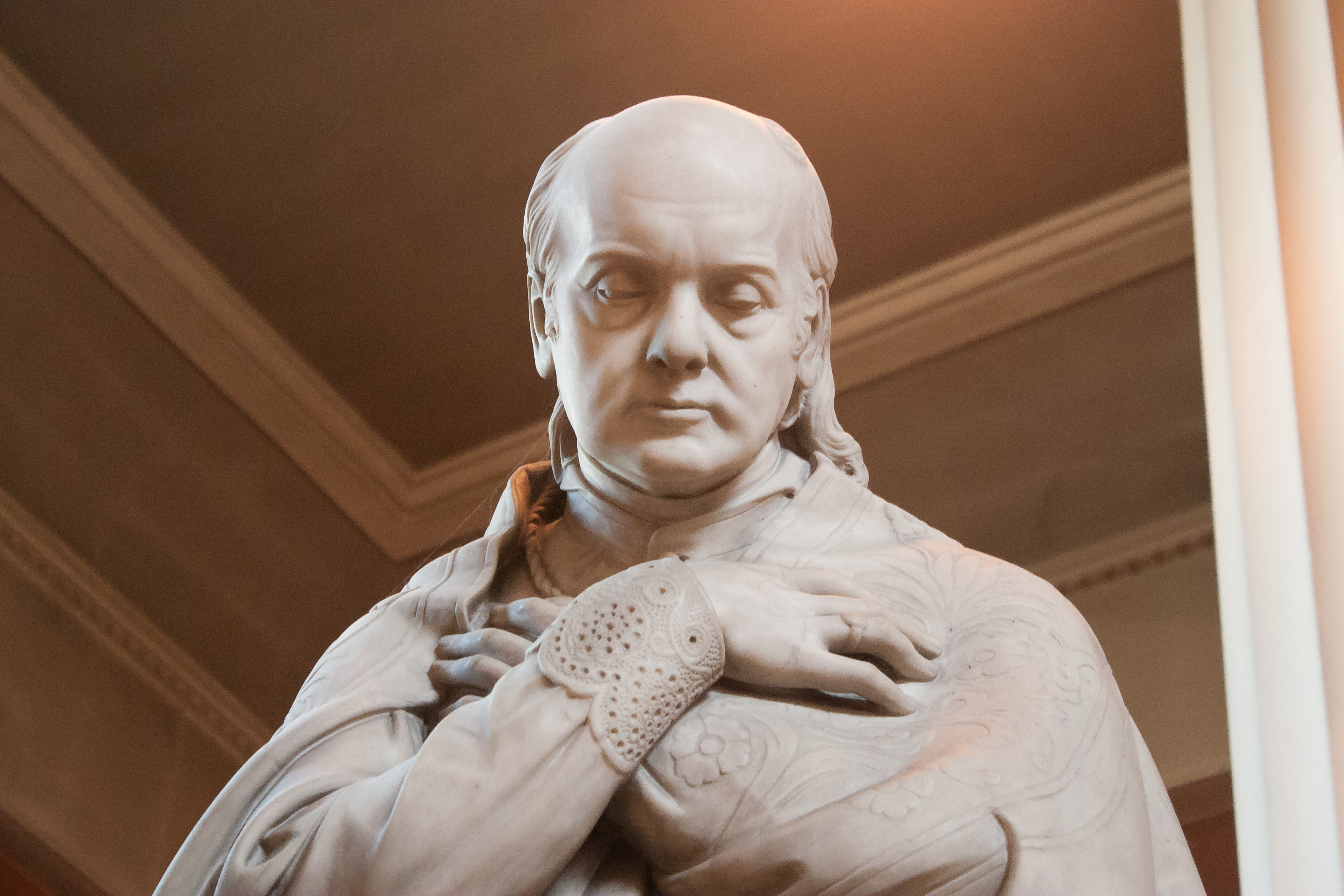
Erzbischof Daniel Murray (1855)
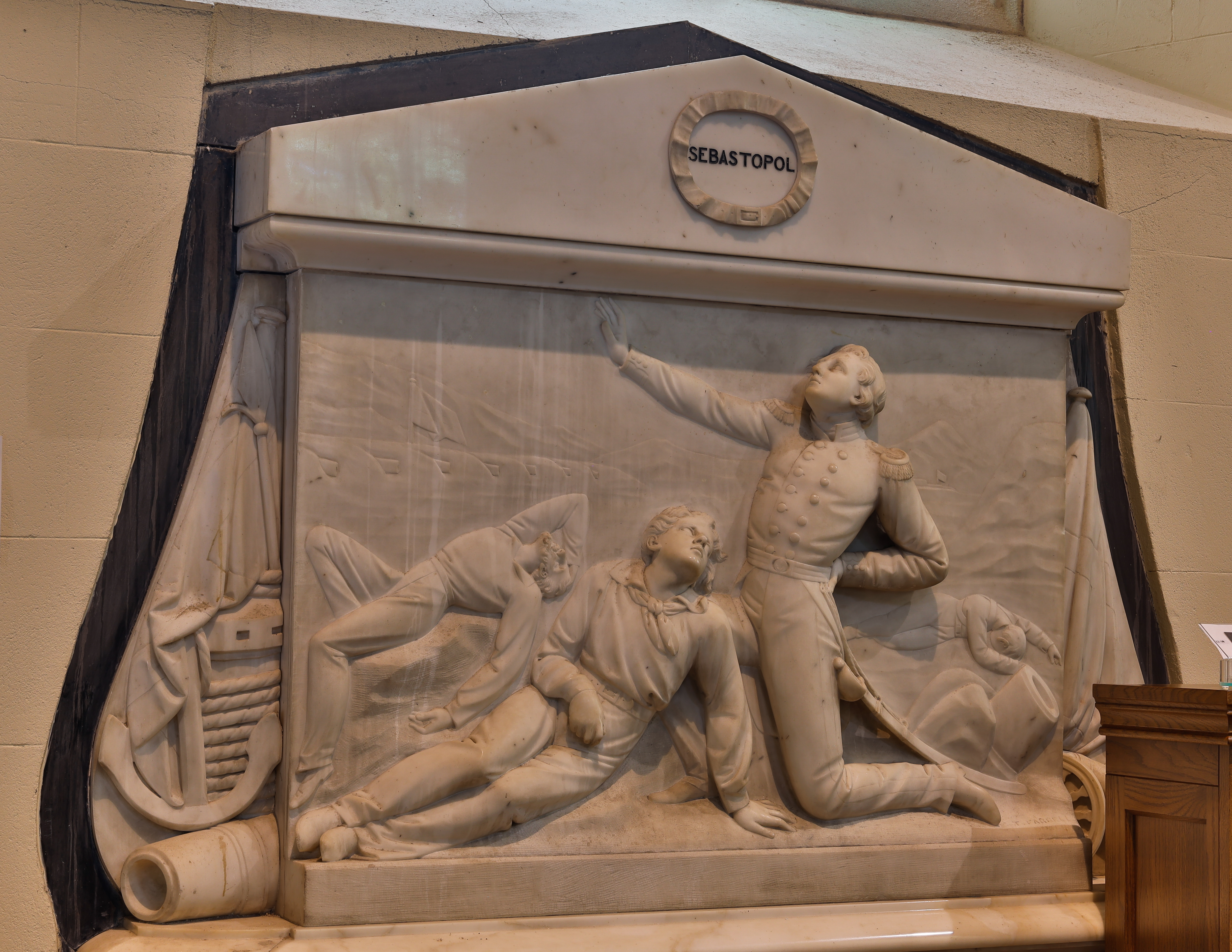
Thomas Osborne Kidd (1855 oder später)
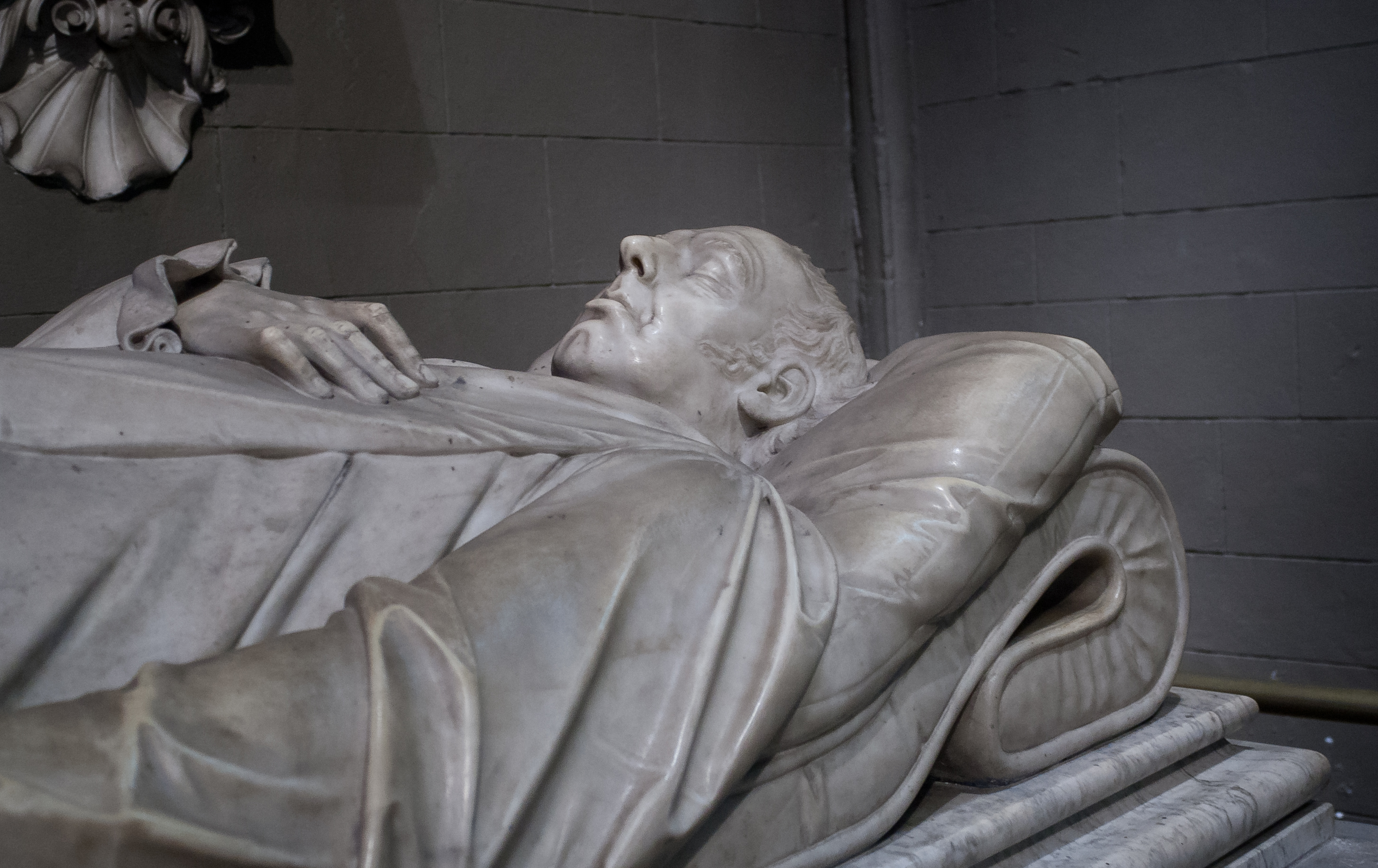
Erzbischof Richard Whately (1865)
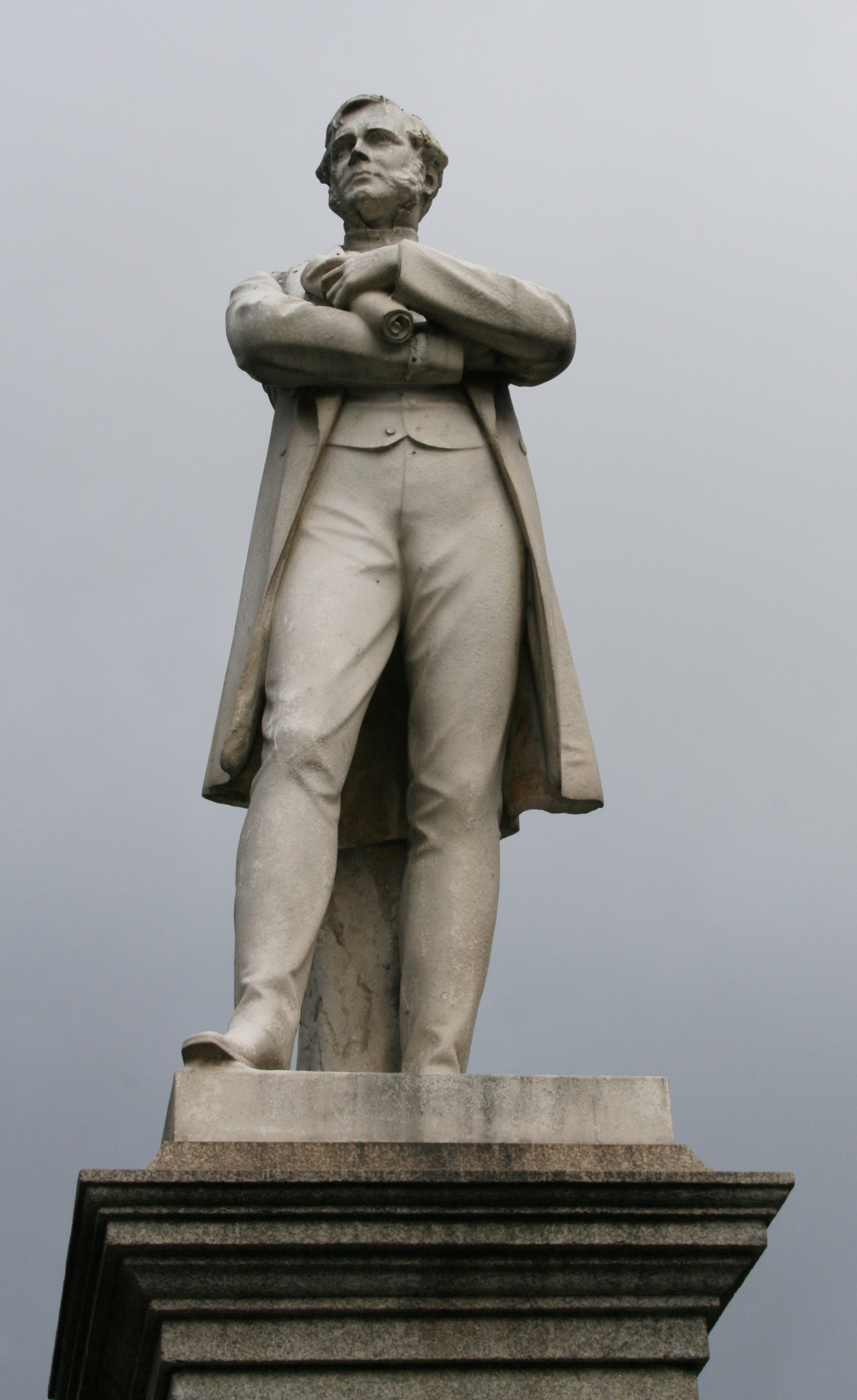
William Smith O’Brien (1875)
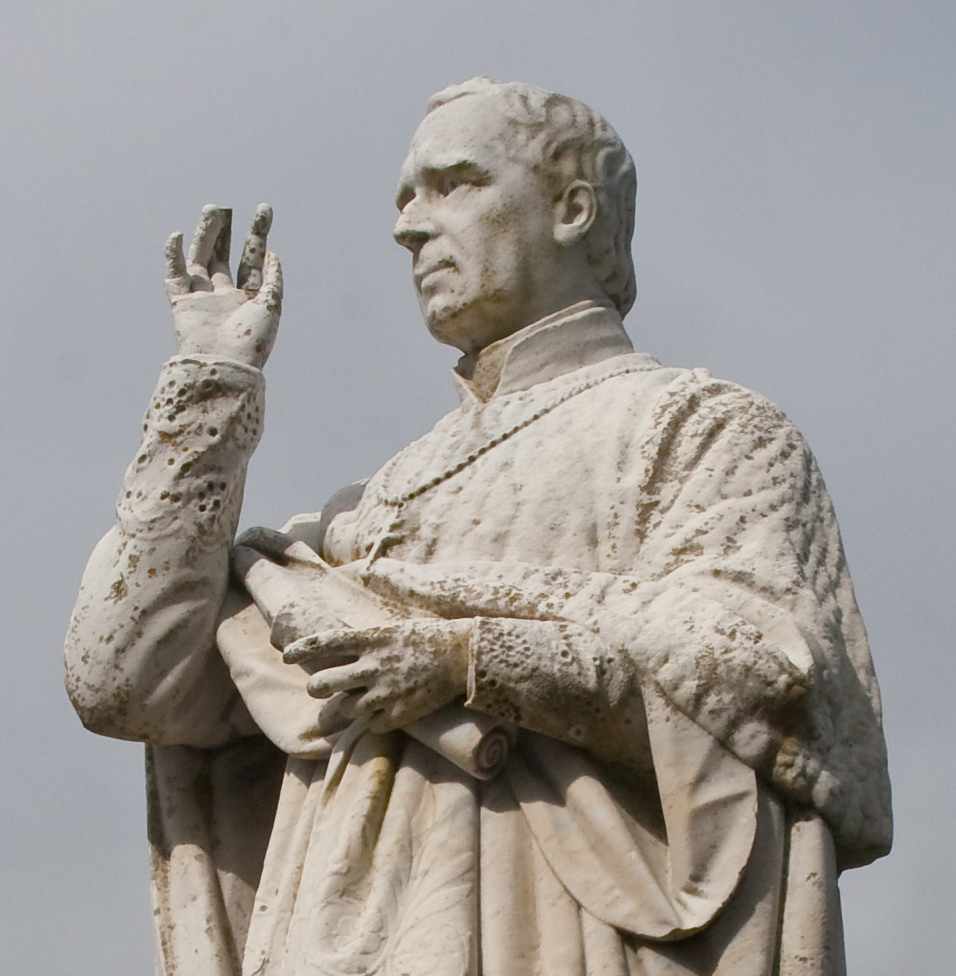
Erzbischof John McHale (1875)
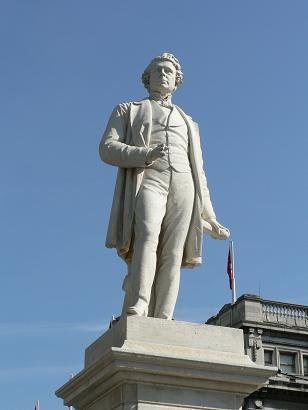
Sir John Gray (1879)
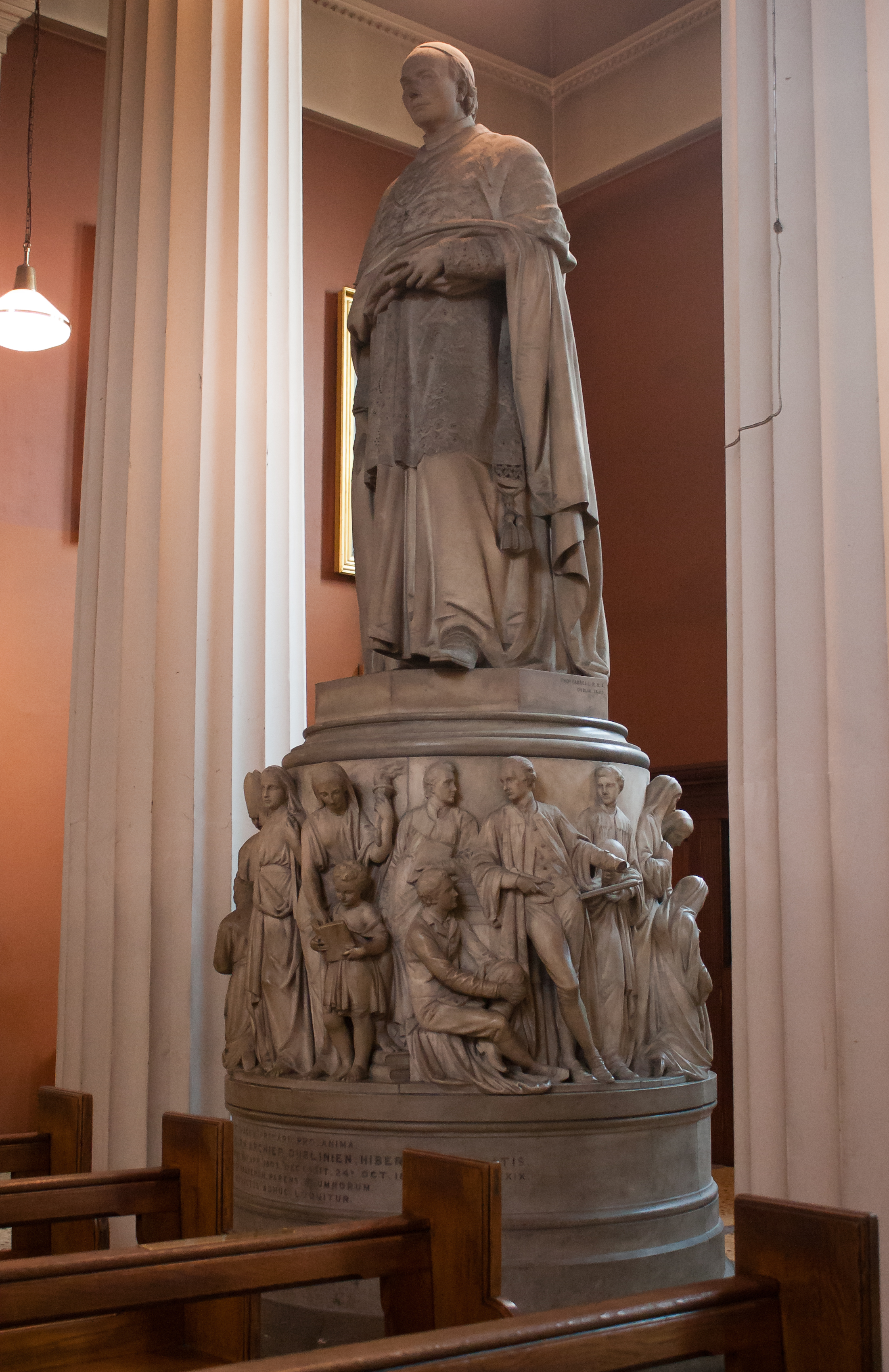
Kardinal Paul Cullen (1882)
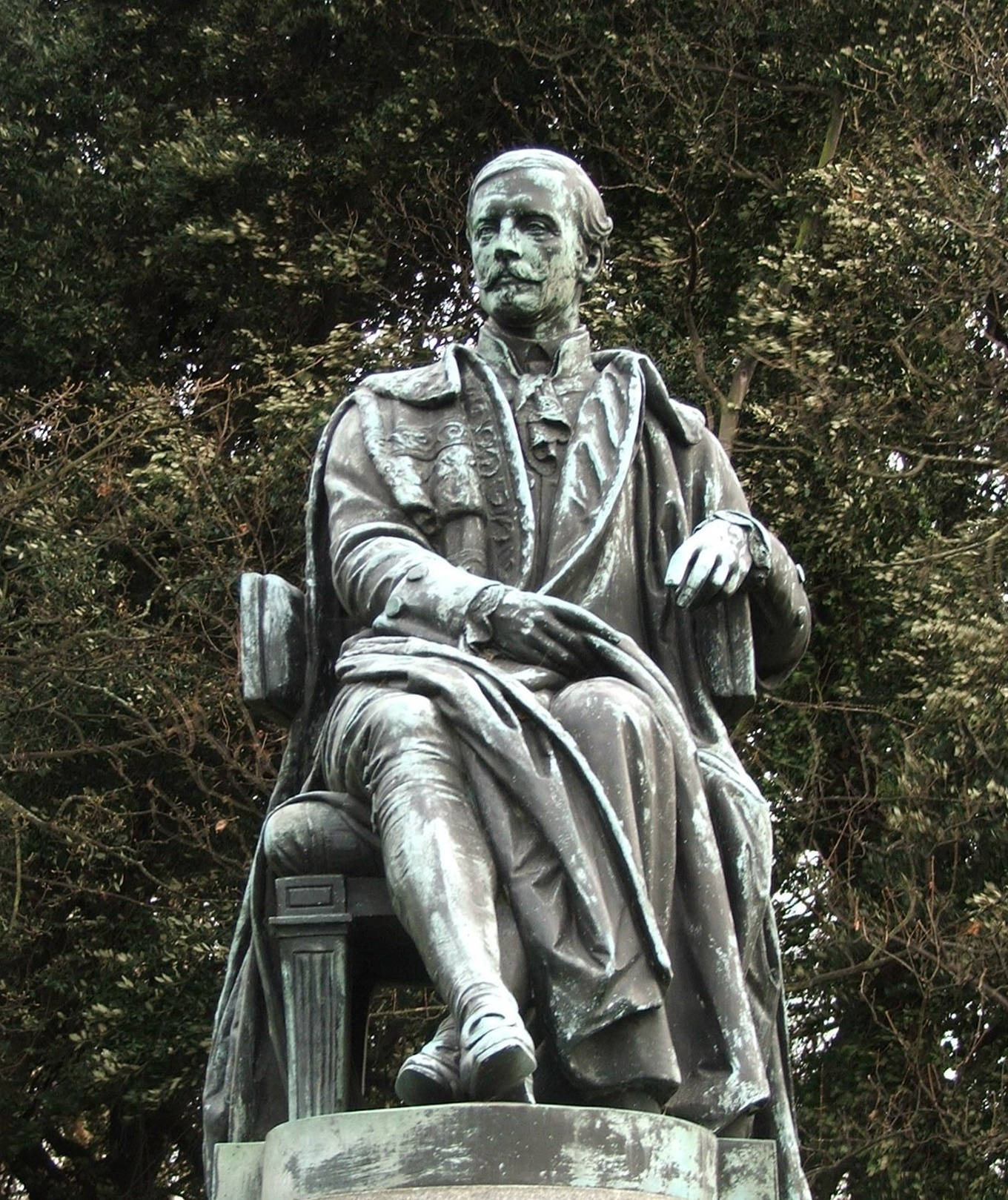
Sir Arthur Edward Guinness (1891)